# Zvláštní proces
Zvláštním procesem se v technologii nazývá takový proces, u nějž se nedá jednoduše, levně a nedestruktivně zkontrolovat, zda je správně proveden. Proto je tím správným způsobem zajištění kvality provádění procesu vyzkoušeným a ověřeným způsobem, který byl v minulosti verifikován. 
Například pokud jsou k sobě pájeny dva kusy mědi, je možné kvalitu pájení zjistit po utržení kusů od sebe. Pokud pájení je provedeno a po utržení je výsledek uspokojivý, tak je možné při zachování stejných podmínek (stejná pájecí teplota a čas, stejná pájka, stejné očištění materiálů a stejné tavidlo) čekat, že je každý další stejně prováděný spoj proveden také správně. 

## Určení procesů
Mezi zvláštní procesy patří: 
- lepení
- pájení
- krimpování
- ESD
- Svařování